# Don Carlos (Schiller)
Don Carlos (Dom Karlos, Infant von Spanien en alemany original) en la seva versió original) és un drama en cinc actes escrit per Friedrich Schiller entre 1783 i 1787. L'obra s'emmarca en el moviment Sturm und Drang. Es va representar per primera vegada el 29 d'agost de 1787 al Deutsches Schauspielhaus d'Hamburg.

## Argumento
El títol de l'obra pren el seu nom de la figura històrica de Carles d'Àustria, Príncep d'Astúries i fill del rei d'Espanya Felip II. La peça recrea els amors impossibles de l'infant amb l'esposa del seu pare, Isabel de Valois. Alhora, els Països Baixos lluiten per la seva llibertat.

## Personatges
- Felip II, rei d'Espanya
- Isabel de Valois, la seva esposa
- Carles d'Àustria, Príncep hereu
- El Marquès de Posa, Cavaller de l'Orde de Malta i amic de Don Carlos
- Domingo, confessor del rei.
- El Duc d'Alba
- La Princesa d'Éboli
- El Comte de Lerma
- Raimond de Taxis

## Adaptacions d'òpera
A partir d'aquesta obra s'han compost nombroses òperes:
- 1844 òpera de Michael Costa (libretto de Leopold Tarentini, Londres)
- 1847 òpera de Pasquale Bona (libretto de Giorgio Giacchetti, Milà)
- 1850 òpera de Antonio Buzzolla (libretto de Francesco Maria Piave, Venècia) (aquesta versió fou titulada "Elisabetta di Valois")
- 1862 òpera de Vincenzo Moscuzza (libretto de Leopold Tarentini, Nàpols)
- 1867 & 1884 Don Carlos o Don Carlo de Giuseppe Verdi (libretto de Joseph Méry i Camille du Locle, París, traduïda a l'italia d'Achille de Lauzières i Angelo Zanardini, Milà; traducció a l'alemany de Julius Kapp i Kurt Soldan)